# Witold Chludziński
Witold Chludziński (ur. 9 października 1893 w Warszawie, zm. 19 października 1977 w Kluczborku) – oficer armii rosyjskiej, Wojska Polskiego na Wschodzie i Wojska Polskiego w II Rzeczypospolitej, działacz niepodległościowy, kawaler Orderu Virtuti Militari.

## Życiorys
Urodził się w Warszawie w rodzinie Stanisława i Bronisławy z Wyrwiczów. Absolwent Wyższej Szkoły Rolniczej. 
W 1916 wcielony do armii rosyjskiej, a rok później mianowany podporucznikiem. Od grudnia 1917 służył w I Korpusu Polskiego w Rosji gen. Józefa Dowbora-Muśnickiego.
Po rozwiązaniu korpusu, w 1918 wstąpił do odrodzonego Wojska Polskiego w stopniu porucznika.
W szeregach 4 pułku ułanów brał udział w wojnie polsko-bolszewickiej. Wiosną 1919 uczestniczył w zajęciu Wilna za co odznaczony został Krzyżem Srebrnym Orderu „Virtuti Militari”.
Po zakończeniu działań wojennych pozostał w wojsku. W 1924 awansował na stopień rotmistrza. W kwietniu 1925 został przydzielony z macierzystego pułku do szwadronu pionierów 3 Samodzielnej Brygady Kawalerii na stanowisko dowódcy szwadronu. W sierpniu 1926 został przeniesiony do 23 pułku ułanów z pozostawieniem na zajmowanym stanowisku dowódcy szwadronu pionierów 3 SBK. Z dniem 1 stycznia 1928 został przydzielony do 23 puł. W kwietniu 1928 został przeniesiony do 8 puku ułanów, a w czerwcu 1933 do 6 Dywizji Piechoty na stanowisko oficera taborowego. Później został przeniesiony do korpusu oficerów taborowych, w stopniu kapitana.
Wziął udział w kampanii wrześniowej. Dostał się do niewoli niemieckiej i do 1945 przebywał w oflagach. Po oswobodzeniu osiadł we wsi Bogdańczowice. Zmarł w Kluczborku i tam został pochowany na miejscowym cmentarzu.
Był żonaty z Kazimierą Gąssowską, miał córkę Marię (ur. 1924).

## Ordery i odznaczenia
- Krzyż Srebrny Orderu Virtuti Militari nr 104[1]
- Krzyż Niepodległości[1]
- Krzyż Walecznych czterokrotnie[1]
- Srebrny Krzyż Zasługi – 1938 „za zasługi w służbie wojskowej”[7]